# إصطرك دلبي الأوراق
الإصطرك دلبي الأوراق (باللاتينية: Styrax platanifolius) نوع نباتي شجري من جنس الإصطرك يتبع الفصيلة الإصطركية (باللاتينية: Styracaceae).

## الموئل والانتشار
موطنها الأصلي شمال شرق المكسيك وولاية تكساس.